# Timbuktu (region)
Timbuktu (franska Tombouctou) är en av Malis administrativa regioner och täcker mer än en tredjedel av landets yta, från de centrala delarna runt Nigerfloden upp till de nordligaste områdena i Mali. Regionen gränsar till Mauretanien i väster och Algeriet i norr, och har även en mycket kort gränssträcka mot Burkina Faso i sydost. Befolkningen uppgick till nästan 700 000 invånare vid folkräkningen 2009, och regionen är bitvis mycket glesbefolkad, speciellt i nordligare delarna. Den administrativa huvudorten och största staden är den mytomspunna Timbuktu.

## Administrativ indelning
Regionen är indelad i fem kretsar (franska cercles):
- Dire
- Goundam
- Gourma-Rharous
- Niafunké
- Timbuktu

Dessa kretsar är i sin tur indelade i sammanlagt 52 kommuner.